# Martin Kližan
Martin Kližan (født 11. juli 1989) er en slovakisk tennisspiller. Han repræsentere sit land under Sommer-OL 2012 i London, der blev han slået ud i første runde i singel.